# Gasthof zum Schwan (Sommerach)

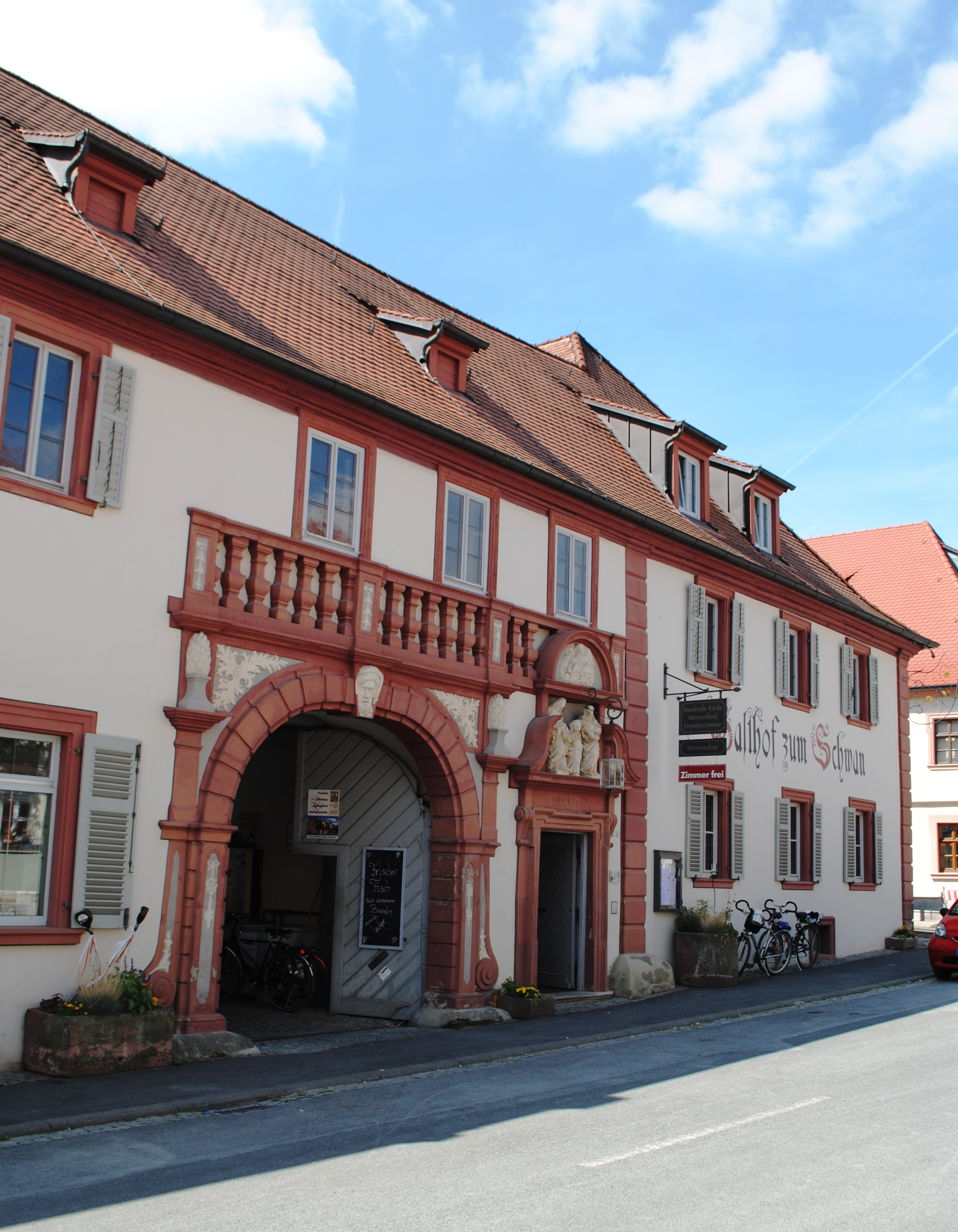
Gasthof zum Schwan in Sommerach

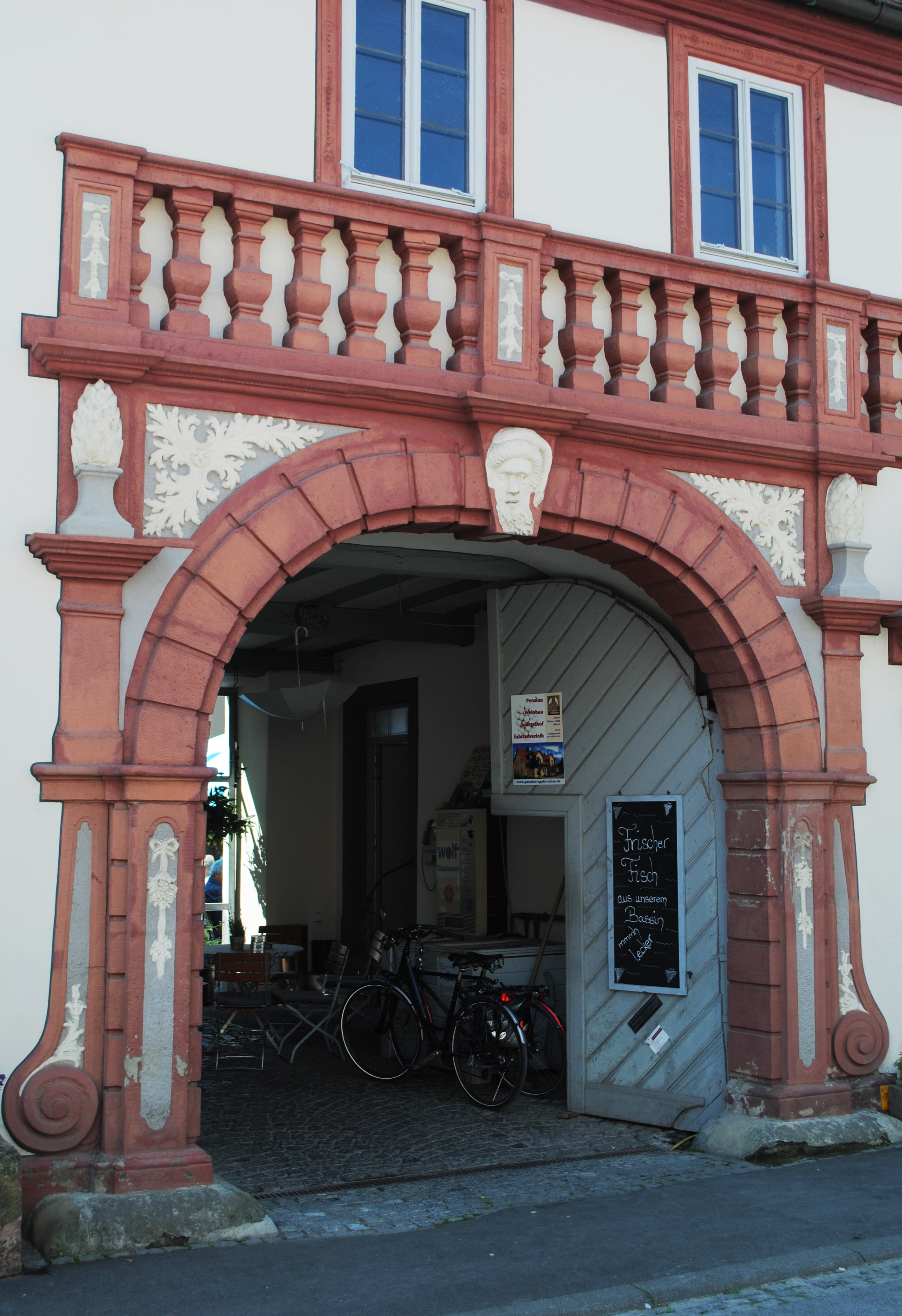
Einfahrt zum Hof

Der Gasthof zum Schwan in Sommerach, einer Gemeinde im unterfränkischen Landkreis Kitzingen in Bayern, wurde um 1700 errichtet. Das Gasthaus an der Hauptstraße 10 ist ein geschütztes Baudenkmal. Lange Zeit wurde in den Gebäuden auch Bier gebraut.

## Beschreibung
Die Portalanlage des zweigeschossigen Gebäudes aus heimischem Sandstein besteht aus einem rundbogigen Hoftor und dem Eingangsportal, das mit den Initialen des Bauherrn  H B U, für Hans Barthel Ulrich, und der Jahreszahl 1708 versehen ist. Das Portal wird von einer Figurengruppe der Heiligen Familie bekrönt, über der Gottvater und der Heilige Geist schweben.
An der Fassade der Maintorstraße befindet sich eine Muschelnische mit einer vollplastischen Pietà. 
Die Wohnräume im Obergeschoss tragen an den Decken Stuckmotive aus der Erbauungszeit. Der große Tanzsaal, ebenfalls im Obergeschoss, wurde im Jahr 1900 zur 200-Jahr-Feier des Anwesens neu gestaltet. Der Würzburger Kunstmaler Hans Sperlich schuf ein vielfiguriges Gemälde zur Weinlage Sommeracher Katzenkopf. 
Im Jahr 2001 wurde die vorbildliche Renovierung mit der Denkmalschutzmedaille des Freistaates Bayern ausgezeichnet.

## Brauerei
Die Geschichte der Brauerei in den Gebäuden des Schwanengasthofes ist nur lückenhaft überliefert. Im Jahr 1504 gab erstmals in Sommerach das Schankrecht von Bier. Der Ausschank beschränkte sich damals auf die Untertanen der Abtei Münsterschwarzach, die die Dorfherrschaft über Sommerach innehatte. Die Brauerei im Gasthof zum Schwan bestand über 300 Jahre.
Im Jahr 1796 ist der Wirt Adam Ostreicher im Schwan nachgewiesen. 1811 erschien in den Listen der Dorfbewohner ein Bierbrauer, der damalige Schwanenwirt. Die Brauerei unterhielt auch einen Eiskeller im Gemeindegebiet, der im Jahr 1678 errichtet und im Jahr 1879 von Friedrich Plettner erneuert wurde.